# Jihan El-Tahri
Jihan El-Tahri (en árabe: ﺟﻬﺎﻥ ﺍلطاهري‎ ) (Beirut, 1963) es una periodista, escritora, directora y productora de documentales egipcia especialista en Oriente Medio y África.

## Biografía
Nacida en Beirut, Líbano, hija de un diplomático egipcio, vive sus primeros años en Finlandia, Panamá e Inglaterra. Llega a Egipto con 13 años donde aprende árabe y empieza a estudiar bachillerato. Tiene nacionalidad egipcia y francesa. Y tiene su residencia entre Johannesburgo, París y El Cairo.
Estudió en Egipto ciencias políticas en la Universidad America de El Cairo. Se licenció en 1984 y terminó su maestría dos años después. Mientras vivía en Egipto, fue corresponsal en El Cairo para The Sunday Times (Londres) y corresponsal de la agencia de noticias Reuters. 
A los 20 años se instala en Túnez donde vive hasta finales de 1989 cuando es expulsada por Ben Ali. Aterriza en París. La serie documental de la BBC  Yugoslavia, suicidio de una nación europea de Brian Lapping, le marcará especialmente. Se incorpora a la serie Israël et les Arabes, realiza varios reportajes para televisión hasta que termina su primer largometraje documental: L’Afrique en morceaux, (2000) sobre la tragedia de los Grandes Lagos.
Ya en Francia empezó a trabajar como corresponsal sobre Oriente Medio el US News and World Report. Entre los principales temas que trató están el regreso de Yasser Arafat a Gaza, las elecciones argelinas, la Conferencia de Paz de Madrid, el Escudo del Desierto y la Tormenta del Desierto (Guerra del Golfo). En 1992, filmó los campos de entrenamiento de Bin Laden en Sudán. También fue corresponsal especial del Washington Post, The Financial Times (Londres), mientras estuvo en Túnez. 
En los años 90 tuvo prohibido entrar en Egipto a raíz de un artículo publicado en EE. UU. sobre las relaciones de los hijos del presidente Hosni Mubarak con Israel.
Ha sido investigadora de televisión y productora asociada en Túnez, Líbano, Irak, Jordania, Argelia y Egipto entre 1984 y 1990.
En 1990, El-Tahri comenzó a dirigir y producir documentales para la televisión francesa y para la BBC desde 1995. En 1992 filmó los campos de entrenamiento de Osama bin Laden en Sudán . También brindó apoyo profesional en cuatro episodios de Steps for the Future (2001), una serie con historias sobre cómo las personas en el sur de África se enfrentan al SIDA y a otras cuestiones relacionadas con los derechos humanos.  
En 2004 dirigió el documental "La Casa de Saud" sobre su conexión con EE. UU. o las claves de la propagación del wahabismo. Nominada a los premios Emmy en 2005.  Su documental, 'Behind the Rainbow', se proyectó durante el 53.er Festival de Cine de Londres BFI en 2009.
También trabajó con Ahron Bregman, un historiador israelí, en La guerra de los cincuenta años: Israel y los árabes en 1998.
En 2016 su documental Les Pharaons de l’Egypte moderne (2015)  difundida en la cadena Arte fue prohibida en Egipto. 
El-Tahri, defensora del panarabismo, es miembro del Buró Ejecutivo de FEPACI (Federación de Cine Panafricano) y Secretaria General del Gremio de cineastas africanos de la Diáspora.

## Documentales
- Behind the Rainbow - Guionista, Directora, Productora
- House of Saud - Guionista, Directora
- The Price of Aid - Guionista, Directora
- Requiem for Revolution: Cuba's African Odyssey - (2007) Guionista, Directora[8]
- Regard Croise Sur Le Sida (Viewpoints on AIDS) - Directora
- Histoire D'Un Suicide: Pierre Beregovoy - Guionista, Directora
- 54 Heures D'Angoisse - Coguionista, Directora
- L'Afrique en Morceaux: La Tragedie des Grands Lacs - Guionista, Directora (2000)[9]
- Israel and the Arabs - Productora asociada, guionista
- Holidays in Hell - Directora
- Algerie: La Vie Malge Tout - Directora
- Abortion in Ireland - Guionista, Directora
- The Spiral Tribe: Rave Parties in UK - Guionista, Directora
- Voleurs D'Organes - Coguionista, Directora
- Le Coran et la Kalashnikov - Coguionista, Productora
- Enfance Enchainee - Productora
- Le Jour de Drapeau - Productora
- Do They Feel My Shadow - TV Investigadora, Productora Asociada
- The Fundamental Questions - TV Investigadora, Productora Asociada
- Arafat: Behind the Myth - TV Investigadora, Productora Asociada
- Terrorism - TV Investigadora, Productora Asociada
- Heaven Can Wait - TV Investigadora, Productora Asociada
- Los faraones modernos de Egipto (2015)[10]

## Libros
- Les sept vies de Yaser Arafat (1997) Jihan El-Tahri  y Christophe Boltanski